# Boesenbergia hosensis
Boesenbergia hosensis är en enhjärtbladig växtart som beskrevs av Elizabeth Jill Cowley. Boesenbergia hosensis ingår i släktet Boesenbergia och familjen Zingiberaceae. Inga underarter finns listade i Catalogue of Life.